# Halvledarlaser

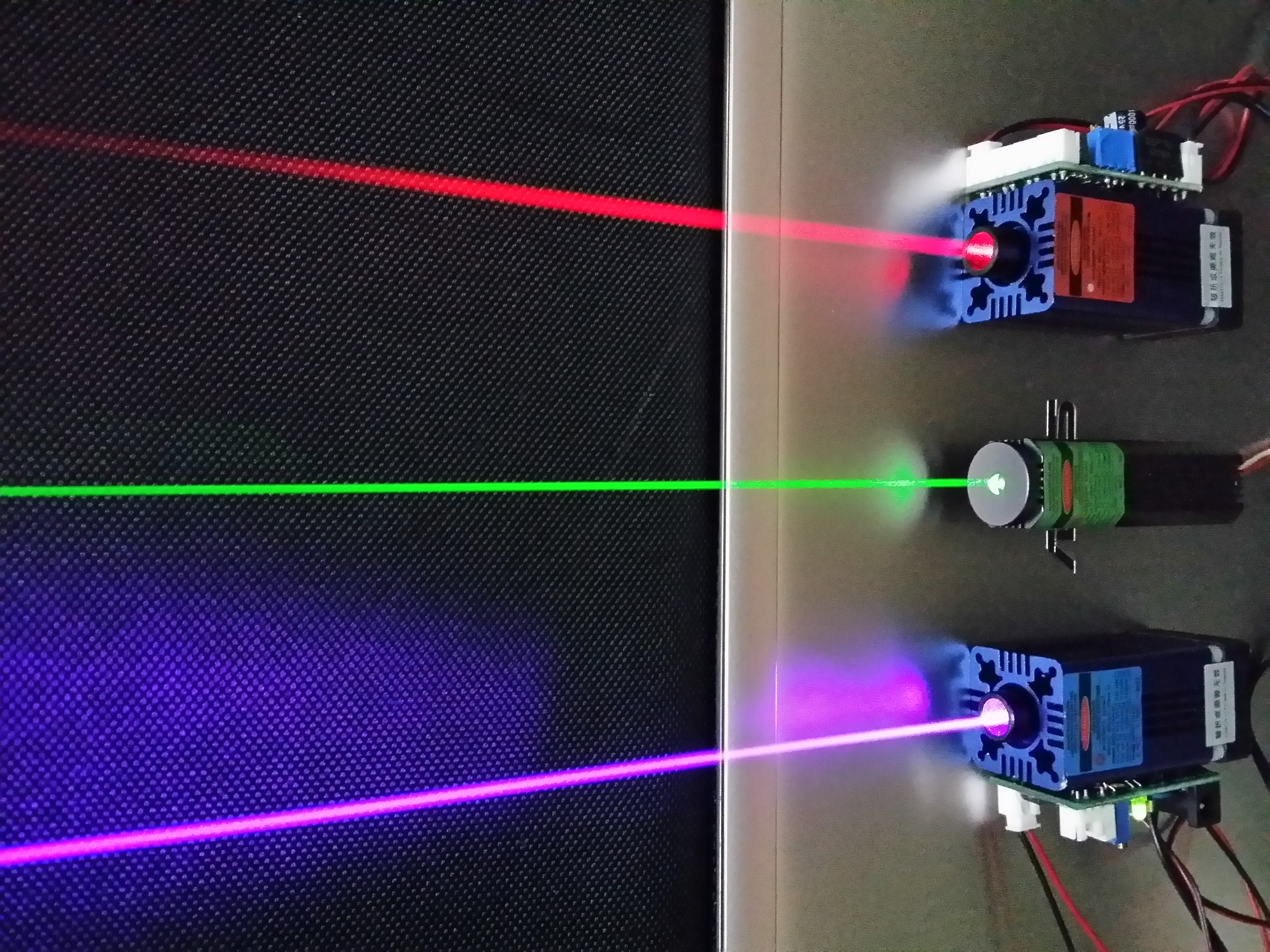
Halvledarlaser

En enkel laserdiod

En halvledarlaser eller laserdiod är en laser där det aktiva mediet är en halvledare som liknar en lysdiod. Den enklaste halvledarlasern består av en PN-övergång och drivs med injicerad elektrisk ström. Dessa komponenter brukar ibland kallas injektionsdiodlasrar för att skilja dem från optiska pumpade diodlasrar som enklare framställs i laboratorier.
Halvledarlasrar har många ekonomiskt viktiga tekniska användningsområden, där de viktigaste är avläsning av CD och DVD samt för telekommunikation i optiska fibrer med hög bandbredd. Halvledarlasrar används även inom sjukvården för behandling av hörsel- och balansrubbningar, ögonsjukdomar, muskel- och ledproblem, smärta med mera.